# Anette von Ahsen
Anette von Ahsen, auch Anette Pingel, (* 1966 in Bremen) ist eine deutsche Ökonomin und Professorin für Betriebswirtschaftslehre (BWL). Sie ist Akademische Oberrätin am Fachgebiet Rechnungswesen, Controlling und Wirtschaftsprüfung (RCW) an der Technischen Universität Darmstadt.

## Leben
Anette von Ahsen absolvierte 1991 ihr Studium der Wirtschaftswissenschaft an der Universität Bremen.
1995 promovierte Anette von Ahsen an der Universität Bremen.
Im Jahr 2005 folgte ihre Habilitation und Erteilung der Venia Legendi für Betriebswirtschaftslehre an der Universität Duisburg-Essen.
Seit 1. November 2009 ist Anette von Ahsen Akademische Oberrätin am Fachgebiet Rechnungswesen, Controlling und Wirtschaftsprüfung an der Technischen Universität Darmstadt.

## Forschungsschwerpunkte
Die Forschungsschwerpunkte des Fachgebietes RCW umfassen Unabhängigkeit des Abschlussprüfers, Prüfungsmarkt, Prüfungsmethoden, Kommunikation von Prüfungsergebnissen, Auslegung von nationalen und internationalen Rechnungslegungsnormen, Managementinformationssysteme, Non-Financial Reporting, Innovationscontrolling sowie Qualitäts- und Umweltcontrolling.

## Schriften (Auswahl)
- Total-quality-Management. Komponenten und organisatorische Umsetzung einer unternehmensweiten Qualitätskonzeption (= Schriften zum Controlling. Band 16). Lang, Frankfurt am Main / Berlin 1996, ISBN 3-631-30309-2 (Zugleich: Universität Bremen, Dissertation, 1995).
- Integriertes Qualitäts- und Umweltmanagement. Mehrdimensionale Modellierung und Umsetzung in der deutschen Automobilindustrie (= Neue betriebswirtschaftliche Forschung. Band 345). Deutscher Universitäts-Verlag, Wiesbaden 2006, ISBN 3-8350-0283-X (Zugleich: Universität Duisburg-Essen, Habilitationsschrift, 2005).
- Anette von Ahsen (Hrsg.): Bewertung von Innovationen im Mittelstand. Springer, Berlin / Heidelberg 2013, ISBN 978-3-642-33726-0.